# 向阳街道 (朝阳市)
向阳街道，是中华人民共和国辽宁省朝阳市龙城区下辖的一个乡镇级行政单位。

## 行政区划
向阳街道下辖以下地区：
园东社区、南山社区、西盛社区和北联社区。